# Deutsches Schauspielhaus
Il Deutsches Schauspielhaus (letteralmente "teatro di prosa tedesco") è un celebre teatro della città di Amburgo, in Germania, situato nel quartiere di St. Georg (distretto di Hamburg-Mitte) e realizzato in stile neo-barocco tra il 1899 e il 1900 su progetto degli architetti viennesi Ferdinand Fellner il Giovane (1847-1916) e Hermann Helmer (Fellner e Helmer) e sul modello del Wiener Volkstheater, di cui costituisce un'imitazione. Con una capienza di 1.186 posti, è il più grande teatro della Germania.

## Ubicazione
Il teatro si trova al nr. 39 della Kirchenallee, nelle vicinanze della Hamburg Hauptbahnhof, la principale stazione ferroviaria della città.

## Caratteristiche
La facciata principale è decorata con i busti di Goethe, Schiller, Shakespeare, Lessing, Kleist e Grillparzer.

## Storia
L'idea di costruire il teatro fu concepita alla fine del XIX secolo dai cittadini di Amburgo. Il teatro fu inaugurato il 15 settembre 1900 con la rappresentazione dell'Ifigenia in Tauride di Goethe. 
Tra il 1955 e il 1963, sotto la direzione di Gustaf Gründgens, il Deutsches Schauspielhaus divenne uno dei principali teatri tedeschi. Nel 1984, fu intrapresa un'opera di restauro della facciata e degli interni.

## Elenco dei direttori delDeutsches Schauspielhaus[6]

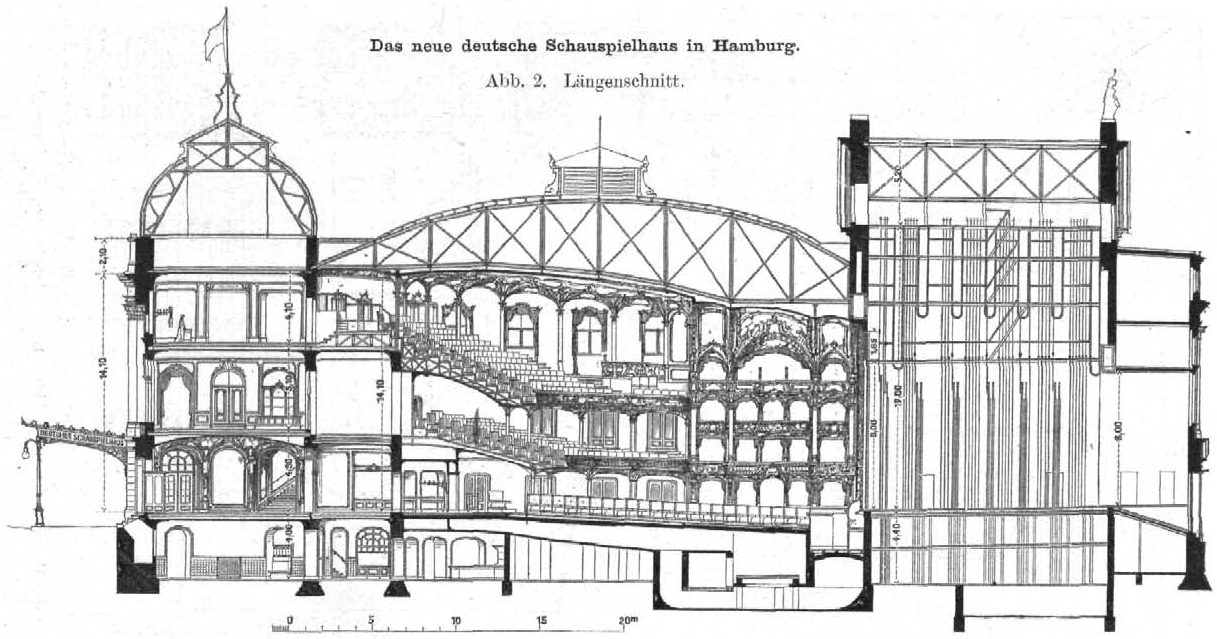
Disegno degli interni del teatro (1901)

- 1900–1910: Alfred Freiherr von Berger
- 1910–1913: Carl Hagemann
- 1913–1918: Max Grube
- 1918–1926: Paul Eger
- 1926–1928: Erich Ziegel
- 1928–1932: Hermann Röbbeling
- 1932–1945: Karl Wüstenhagen
- 1945–1946: Rudolf Külus
- 1946–1948: Arthur Hellmer
- 1948–1955: Albert Lippert
- 1955–1963: Gustaf Gründgens
- 1963–1968: Oscar Fritz Schuh
- 1968: Egon Monk
- 1968–1969: Gerhard Hirsch
- 1969–1970: Hans Lietzau
- 1970–1971: Rolf Liebermann
- 1972–1979: Ivan Nagel
- 1979–1980: Günter König e Rolf Mares
- 1980–1985: Niels-Peter Rudolph
- 1985–1989: Peter Zadek
- 1989–1991: Michael Bogdanov
- 1991–1993: Gerd Schlesselmann
- 1993–2000: Frank Baumbauer
- 2000–2005: Tom Stromberg
- 2005–2010: Friedrich Schirmer
- 2010-oggi: Jack F. Kurfess